# هم‌پتانسیل
هم‌پتانسیل (انگلیسی: Equipotential) در ریاضیات و فیزیک به بخشی از فضا گفته می‌شود که هر نقطه از آن دارای پتانسیل یکسان است.